# Schlossberg Griffen
Schlossberg Griffen este o arie protejată (sit de importanță comunitară — SCI) din Austria întinsă pe o suprafață de 10 ha, integral pe uscat.

## Localizare
Centrul sitului Schlossberg Griffen este situat la coordonatele 46°42′18″N 14°43′40″E / 46.7051°N 14.7278°E.

## Înființare
Situl Schlossberg Griffen a fost declarat sit de importanță comunitară în iunie 2015 pentru a proteja 2 specii de animale.

## Biodiversitate
Situată în ecoregiunea alpină, aria protejată conține 3 habitate naturale: Pajiști panonice carstice (Stipo-Festucetalia pallentis), Pante stâncoase calcaroase cu vegetație casmofită, Peșteri inaccesibile publicului.
La baza desemnării sitului se află mai multe specii protejate de  mamifere (2): liliac cărămiziu (Myotis emarginatus), liliacul mic cu potcoavă (Rhinolophus hipposideros).
Pe lângă speciile protejate, pe teritoriul sitului au mai fost identificate 16 specii de plante, 14 specii de nevertebrate, 2 specii de reptile.